# Cyclantherinae
Cyclantherinae es una tribu de plantas perteneciente a la familia Cucurbitaceae con los siguientes géneros:

## Géneros
- Brandegea
- Cyclanthera
- Echinocystis
- Echinopepon
- Elateriopsis
- Hanburia
- Marah
- Pseudocyclanthera
- Rytidostylis
- Vaseyanthus